# Дюла Тюрмер
Дюла Тюрмер (на унгарски: Gyula Thürmer) е унгарски политик, председател на Унгарската комунистическа работническа партия от 1989 г.
Завършва Московския държавен институт по международни отношения (1976) и защитава дисертация по международна политика за научната степен кандидат на науките. Владее няколко чужди езика, вкл. английски, испански, италиански, немски, русски и сръбски. Работи като дипломат в посолството на Унгарската народна република в Москва.
Става съветник по външна политика (1988) на Унгарската социалистическа работническа партия. През 1989 г. след преминаването на мнозинството членове на УСРП в умерената Унгарска социалистическа партия участва в създаването на новата партия (с днешно име Унгарска комунистическа работническа партия). На 17 декември същата година е избран за председател на партията; заема този пост и понастоящем.
На парламентарните избори в Унгария през 2010 г. е партиен кандидат за длъжността министър-председател.